# مابيد
مابيد (Maped)، هي مختصر لعبارة 'صنع المواد بالدقة والتصميم (Manufacture d'Articles de Précision Et de Dessin)، شركة مابيد هي شركة عائلية فرنسية، تختص بصنع الأدوات المدرسية والمكتبية، لها فروع في 9 دول، كما أن إنتاجها توسّع ليشمل 125 دولة حول العالم. تأسست سنة 1947 في مدينة أناسي في مقاطعة أوت سافوا (Haute-Savoie) حيث يقع مقرها، وتعتبر أول شركة عالمية في صناعة البركار أو الفرجار.

## تقديم
- النوع : شركة محدودة.
- رأس المال : 5.155.000 يورو.
- الصناعة : تصنيع المواد المدرسية والمكتبية.
- الموظفون : 2000 في العالم، و230 في مقاطعة أوت سافوا.
- أرقام المبادلات : (2005) 100 مليون أورو (أي 57 % على المستوى العالمي).

## المنتوجات
تعتبر مابيد شركة ممتازة في صناعة الأدوات المدرسية (فرجار، مقص، مبراة، تلوين، تعقيب) وتصنع أيضا أدوات خاصة للمكتب (الكبسات، تدريبات، تخزين المواد). وتصنع منتوجات الترفيه والتأطير، وتصنع مابيد أيضا مساطر مطوية، أي أنها مرنة وغير صلبة كالمساطر العادية، ويطلق عليها (Twist and flex).